# Grasmere Lacus
Il Grasmere Lacus è una struttura geologica della superficie di Titano.